# عرب العريضة
عرب العريضة، قرية فلسطينية مهجرة تقع إلى الجنوب من بيسان. تشرّد عرب العريضة من ديارهم، احتل اليهود أراضيهم في عام 1948، وأقاموا مستعمرة «سديه ألياهو» جنوب مساكن قرية عرب العريضة.

## موقع القرية
تقع قرية عرب العريضة إلى الغرب من عرب الصفا وعرب الزيدان، وإلى الشرق من قرية السامرية. تصلها بالسامرية، بيسان، مسيل الجزل والفاطور طرق صالحة للسيارات. كما تقع قرية البيت الأحمر في ظاهر عرب العريضة الشرقي، عند ملتقى الطرق القادمة من أراضي الزور على نهر الأردن، من قرية الخنيزير في الجنوب ومن السامرية في الغرب، والتي تنطلق بعد ذلك في طريق واحدة نحو بيسان.
تنخفض الأراضي التي كان يقطنها عرب العريضة قرابة 190م عن سطح البحر. تكثر الينابيع وعيون الماء حول مضاربهم؛ مثل عين تل الرعيان، عين العريضة وعين الوبدي. وهناك مجموعة من الينابيع إلى الشرق من تل الرعيان وإلى الجنوب من مواقع عرب العريضة. تخترق بعض المسيلات المائية أراضي عرب العريضة في اتجاه نهر الأردن، تغذّيها العيون والينابيع. كما يكثر نبات العلّيق في المنطقة وتكثر فيها الجروف الوعرة والمقطعة.
تبلغ مساحة أراضيها 2280 دونم. قدر عدد سكانها عام 1931 (182) نسمة، وفي عام 1945 بلغ عددهم 150 نسمة. شُرد أهل القرية البالغ عددهم عام 1948 حوالي 174 نسمة. ويبلغ مجموع اللاجئين من هذه القرية في عام 1998 حوالي 1069 نسمة. تحتوي القرية على العديد من التلال والمعالم الأثرية.

## القرية اليوم
لم يبق أي أثر للقرية. موقعها اليوم مزروع قمحاً بكامله، أمّا موقع تل الرعيان الأثري، فقد تحوّل إلى مكبّ للنفايات.

## المستعمرات الإسرائيلية على أراضي القرية
تقع مستعمرة «سدي إلياهو»، التي أُنشئت في سنة 1939، على أراضي القرية، إلى الشرق من موقعها.